# Диринг (Аљаска)
Диринг (енгл. Deering) град је у америчкој савезној држави Аљаска.

## Демографија
По попису из 2010. године број становника је 122, што је 14 (-10,3%) становника мање него 2000. године.
| Група             | 2000.    | 2010.     |
| Белци             | 8 (5,9%) | 11 (9,0%) |
| Афроамериканци    | 0 (0,0%) | 0 (0,0%)  |
| Азијати           | 0 (0,0%) | 0 (0,0%)  |
| Хиспаноамериканци | 0 (0,0%) | 0 (0,0%)  |
| Укупно            | 136      | 122       |